# Дамјан
Дамјан је мушко име грчког порекла, које у преводу значи кротитељ.
Из грчког је у друге европске језике ушло преко хришћанства и присутно је у већини земаља хришћанске традиције.

## Порекло
Грчко име Damianos (грч. Δαμιανος) је настало од старогрчке речи damao у значењу „кротити“, која долази од санскритске речи "dam", у зачењу „дати“, „онај који даје“..

## Изведена имена
Облици овог имена у српском језику су Дамјан, Дамњан, Дамљан, Демјан. Женски облик имена је Дамјана. Из овог имена су такође изведена презимена Дамјанић, Дамјановић, Дамјанов и Дамјанац. У страним језицима ово име има следеће облике:
- бугарски: Дамян (Дамјан)
- француски:
- грчки: Δαμιανός (Damianòs)
- италијански:
- енглески: , ,
- португалски: Damião (Дамјао)
- руски: Демьян (Демјан)
- словеначки: Damjan, Damijan
- шпански:

## Историјат
Име Дамјан се најчешће даје у част хришћанских врачева и бесребреника, браће Козме и Дамјана, погубљених у време прогона хришћана. Током реформације, име Дамјан је, попут многих другим имена светаца, постало мање распрострањено у протестантским земљама.
У српској народној поезији Дамјан је познат као син Југ Богдана и најмлађи од девет Југовића. Њега и његовог коња, Дамјановог Зеленка, опевава народна песма Смрт мајке Југовића.
Почетком 20. века, ово име је у варијанти Демијан постало познато по истоименом роману Хермана Хесеа, објављеном 1919. године. Након приказивања америчког хорор филма „Предсказање“ (The Omen) 1976. године, име Демијан задобија ђаволски призвук, због истоименог дечака у коме се крије антихрист.

## Познате личности
- Козма и Дамјан, хришћански врачеви (лекари) и бесребреници (+ 287.)
- Дамјан Александријски, коптски патријарх (569 - 605.)
- Дамјан Светогорски, православни монах (+ 1280)
- Дамјан Југовић, српски легендарни јунак, личност из Косовског циклуса
- Дамјан Груев, македонски револуционар (1871 - 1906)
- Демјан Марли, јамајчански реге музичар (рођен 1978)